# Victor Anichebe
Victor Chinedu Anichebe (sinh ngày 23 tháng 4 năm 1988) là một cầu thủ bóng đá chuyên nghiệp người Nigeria chơi ở vị trí tiền đạo. Anh hiện đang là cầu thủ tự do sau khi chia tay câu lạc bộ Bắc Kinh Bát Hỷ vào đầu năm 2018.

## Thời thơ ấu
Anichebe sinh ra ở Lagos, Nigeria nhưng đã chuyển đến Liverpool, Merseyside khi mới 1 tuổi. Anh là em họ của cựu cầu thủ bóng đá chuyên nghiệp Iffy Onuora, vận động viên điền kinh Anyika Onuora và cầu thủ bóng rổ chuyên nghiệp Chiz Onuora. Anh cũng là người từng đoạt huy chương bạc Olympic khi đại diện cho Nigeria thi đấu tại Thế vận hội mùa hè 2008.

### Everton

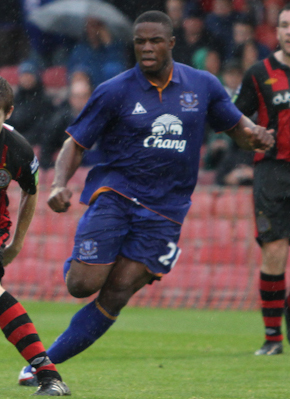
Anichebe chơi cho Everton năm 2011

## Sự nghiệp câu lạc bộ

### West Bromwich Albion
Ngày 2 tháng 9 năm 2013, Anichebe chuyển đến West Bromwich Albion. Ngày 2 tháng 2 năm 2014, Anichebe ghi bàn thắng gỡ hoà 1-1 trong trận đấu với Liverpool để mang về cho West Brom một điểm. Chín ngày sau, anh vào sân thay người và tiếp tục ghi bàn vào lưới Chelsea để mang về cho West Brom một điểm.
Ngày 18 tháng 5 năm 2016, West Brom thông báo rằng Anichebe và Stéphane Sessègnon sẽ rời câu lạc bộ khi mùa giải 2015–16 kết thúc.

### Sunderland
Ngày 2 tháng 9 năm 2016, Anichebe ký hợp đồng một năm với Sunderland, đây là bản hợp đồng thứ 9 huấn luyện viên David Moyes mang về trong mùa hè. Bàn thắng đầu tiên của anh cho Mèo Đen đến vào ngày 5 tháng 11 năm 2016, khi anh ghi bàn trong chiến thắng 2-1 trước Bournemouth giúp Sunderland có chiến thắng đầu tiên tại Premier League mùa 2016–17 dù phải chơi thiếu người từ phút 60. Ngày 19 tháng 11 năm 2016, Anichebe lập cú đúp trong chiến thắng 3–0 trên sân nhà trước Hull City. Màn trình diễn tuyệt vời vào tháng 11 đã giúp anh được đề cử cho giải thưởng Cầu thủ xuất sắc nhất tháng của Người hâm mộ PFA.

### Bắc Kinh Bát Hỷ
Ngày 23 tháng 6 năm 2017, Anichebe gia nhập câu lạc bộ Bắc Kinh Bát Hỷ của Trung Quốc sau khi anh được Sunderland giải phóng hợp đồng.

## Sự nghiệp quốc tế

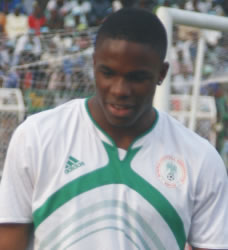
Anichebe chơi cho Nigeria năm 2008

Anichebe có trận ra mắt Nigeria vào ngày 26 tháng 3 năm 2008 trong trận đấu vòng loại Olympic với Nam Phi. Anichebe vào sân từ băng ghế dự bị rồi ghi bàn thắng ấn định chiến thắng 3–0 cho Nigeria. Anh có lần đầu tiên đá chính cho Nigeria trong trận giao hữu với Áo vào ngày 27 tháng 5 năm 2008 và bị thay ra ở hiệp một.
Anichebe đã được chọn để đại diện cho Nigeria tại Thế vận hội Mùa hè 2008. Ngày 10 tháng 8 năm 2008, anh ghi bàn thắng thứ hai cho Nigeria trong trận đấu với Nhật Bản. Anichebe và Nigeria nhận huy chương bạc sau khi để thua Argentina 1–0 ở trận chung kết.
Anichebe không có danh sách 23 cầu thủ tham dự FIFA World Cup 2010 tại Nam Phi mặc dù đã có màn trình diễn tốt trong trận giao hữu với Ả Rập Xê Út. Anh ghi bàn thắng đầu tiên cho đội tuyển quốc gia trong trận giao hữu với Kenya vào tháng 3 năm 2011. Anichebe bị chấn thương háng trong trận đấu vòng loại Cúp các quốc gia châu Phi 2012 với Madagascar vào tháng 9 năm 2011. Huấn luyện viên trưởng của Nigeria khi đó là Samson Siasia đã đổ lỗi cho mặt sân kém.
Vào tháng 10 năm 2012, Anichebe tuyên bố anh đang tập trung cho câu lạc bộ Everton, thay vì trở lại đội tuyển Nigeria. Sau đó, anh bị loại khỏi đội hình tham dự Cúp các quốc gia châu Phi 2013, giải đấu mà Nigeria lên ngôi vô địch. Vào tháng 5 năm 2013, Anichebe tạm thời giã từ sự nghiệp quốc tế để tập trung thi đấu câu lạc bộ của mình. Tuy nhiên, anh cho biết mình sẽ trở lại thi đấu quốc tế trong tương lai.

## Thống kê sự nghiệp

### Câu lạc bộ
Tính đến ngày 28 tháng 10 năm 2017
| Câu lạc bộ           | Mùa giải       | Giải đấu         | Giải đấu | Giải đấu | Cúp quốc gia | Cúp quốc gia | Cúp liên đoàn | Cúp liên đoàn | Cúp châu lục | Cúp châu lục | Tổng cộng | Tổng cộng |
| Câu lạc bộ           | Mùa giải       | Hạng đấu         | Trận     | Bàn      | Trận         | Bàn          | Trận          | Bàn           | Trận         | Bàn          | Trận      | Bàn       |
| -------------------- | -------------- | ---------------- | -------- | -------- | ------------ | ------------ | ------------- | ------------- | ------------ | ------------ | --------- | --------- |
| Everton              | 2005–06        | Premier League   | 2        | 1        | 1            | 0            | 0             | 0             | 0            | 0            | 3         | 1         |
| Everton              | 2006–07        | Premier League   | 19       | 3        | 1            | 0            | 3             | 1             | 0            | 0            | 23        | 4         |
| Everton              | 2007–08        | Premier League   | 27       | 1        | 1            | 0            | 4             | 0             | 9            | 4            | 41        | 5         |
| Everton              | 2008–09        | Premier League   | 17       | 1        | 3            | 0            | 0             | 0             | 2            | 0            | 22        | 1         |
| Everton              | 2009–10        | Premier League   | 11       | 1        | 0            | 0            | 0             | 0             | 0            | 0            | 11        | 1         |
| Everton              | 2010–11        | Premier League   | 16       | 0        | 3            | 0            | 0             | 0             | 0            | 0            | 19        | 0         |
| Everton              | 2011–12        | Premier League   | 12       | 5        | 3            | 0            | 1             | 1             | 0            | 0            | 16        | 6         |
| Everton              | 2012–13        | Premier League   | 26       | 6        | 4            | 1            | 2             | 1             | 0            | 0            | 32        | 8         |
| Everton              | 2013–14        | Premier League   | 1        | 0        | 0            | 0            | 0             | 0             | 0            | 0            | 1         | 0         |
| Everton              | Tổng cộng      | Tổng cộng        | 131      | 18       | 16           | 1            | 10            | 3             | 11           | 4            | 168       | 26        |
| West Bromwich Albion | 2013–14        | Premier League   | 24       | 3        | 0            | 0            | 0             | 0             | 0            | 0            | 24        | 3         |
| West Bromwich Albion | 2014–15        | Premier League   | 21       | 3        | 2            | 3            | 2             | 0             | 0            | 0            | 23        | 6         |
| West Bromwich Albion | 2015–16        | Premier League   | 10       | 0        | 3            | 0            | 1             | 0             | 0            | 0            | 14        | 0         |
| West Bromwich Albion | Tổng cộng      | Tổng cộng        | 55       | 6        | 5            | 3            | 3             | 0             | 0            | 0            | 63        | 9         |
| Sunderland           | 2016–17        | Premier League   | 11       | 3        | 0            | 0            | 1             | 0             | 0            | 0            | 12        | 3         |
| Bắc Kinh Bát Hỷ      | 2017           | China League One | 11       | 2        | 0            | 0            | 0             | 0             | 0            | 0            | 11        | 2         |
| Tổng sự nghiệp       | Tổng sự nghiệp | Tổng sự nghiệp   | 208      | 29       | 21           | 4            | 14            | 3             | 11           | 4            | 254       | 40        |

### Đội tuyển quốc gia
Nguồn:
| Đội tuyển quốc gia | Năm       | Số trận | Số bàn |
| ------------------ | --------- | ------- | ------ |
| Nigeria            | 2008      | 4       | 0      |
| Nigeria            | 2010      | 1       | 0      |
| Nigeria            | 2011      | 6       | 1      |
| Tổng cộng          | Tổng cộng | 11      | 1      |

### Bàn thắng quốc tế
Bàn thắng và kết quả của Nigeria được liệt kê trước.
| # | Ngày                | Địa điểm                              | Trận thứ | Đối thủ | Ghi bàn | Kết quả | Giải đấu |
| - | ------------------- | ------------------------------------- | -------- | ------- | ------- | ------- | -------- |
| 1 | 29 tháng 3 năm 2011 | Sân vận động Quốc gia, Abuja, Nigeria | 7        | Kenya   | 2–0     | 3–0     | Giao hữu |